# Soham (Nuevo México)
Soham es un lugar designado por el censo ubicado en el condado de San Miguel en el estado estadounidense de Nuevo México. En el Censo de 2010 tenía una población de 210 habitantes y una densidad poblacional de 52,41 personas por km².

## Geografía
Soham se encuentra ubicado en las coordenadas 35°25′1″N 105°29′55″O / 35.41694, -105.49861. Según la Oficina del Censo de los Estados Unidos, Soham tiene una superficie total de 4.01 km², de la cual 4.01 km² corresponden a tierra firme y (0%) 0 km² es agua.

## Demografía
Según el censo de 2010, había 210 personas residiendo en Soham. La densidad de población era de 52,41 hab./km². De los 210 habitantes, Soham estaba compuesto por el 56.67% blancos, el 0% eran afroamericanos, el 1.43% eran amerindios, el 0% eran asiáticos, el 0% eran isleños del Pacífico, el 41.43% eran de otras razas y el 0.48% pertenecían a dos o más razas. Del total de la población el 87.62% eran hispanos o latinos de cualquier raza.